# Plega duckei
Plega duckei là một loài côn trùng trong họ Mantispidae thuộc bộ Neuroptera. Loài này được Penny miêu tả năm 1983.